# Standardnätverk

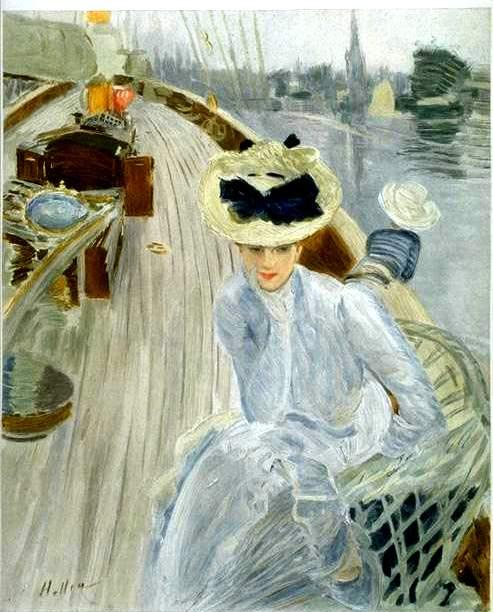
Aktivitet i standardnätverk: Dagdröm av César Helleu,1901

Standardnätverk, eller inåtriktat nätverk, är inom neurovetenskap det nätverk av kopplade delar av hjärnan som är aktivt i hjärnans standardnätverksläge eller utgångsläge, det tillstånd som hjärnan befinner sig i när en person inte tänker på något särskilt, utan låter tankarna spontant vandra runt. Tillståndet skiljer sig både från de lägen då en person tolkar och bearbetar sinnesintryck och fokuserar på att lösa problem eller då en person befinner sig i sömn.
I standardnätverksläge bearbetar hjärnan inte som i uppgiftslösningsläge yttre intryck eller arbetar med att inriktat lösa speciella problem. Hjärnan arbetar i stället utifrån material som redan lagrats i hjärnan med dagdrömmar eller ostrukturerat tänkande, men fortfarande i vakentillstånd. I standardnätverksläge ligger rytmen i det centrala nervsystemet på den låga frekvensen en per tio sekunder (0,1 Hz).
Småbarn synes ha ofullständigt utvecklade standardnätverk upp till åtminstone ett-två års ålder, eventuellt betydligt längre. Standardnätverket genomgår således förändringar efter utvecklingsstadium. Aktiviteten i standardnätverket försvagas när individen blir äldre.

## Historik
Hans Berger, pionjären i elektroencefalografi (EEG), formulerade 1929 en teori om att hjärnans ständiga aktivitet. Han beskrev att elektriska svängningar i en hjärna inte upphörde ens när försökspersonen sov. Hans teori togs då inte på allvar, utan den gängse uppfattningen bland neurologer förblev att hjärnan är aktiv endast när en fokuserad aktivitet ska genomföras.
På 1970-talet konstaterade David Ingvar en hög ämnesomsättning framför allt i hjärnans pannlob, vid mätningar av hjärnans blodflöde i vila. Senare forskning hare visat att en huvuddel av hjärnans blodsocker går åt till spontan hjärnverksamhet, och inte till att lösa problem. 
Införandet av först positronemissionstomografi (PET) och därefter magnetisk resonanstomografi (MRT) har möjliggjort förbättrade undersökningar av hjärnan. Marcus E. Raichle vid Washington University School of Medicine i St. Louis i USA visade 2001 att det i hjärnan finns ett nätverk för spontan hjärnaktivitet, huvudsakligen befintligt längs hjärnans mittfåra. Han benämnde detta "a default mode of brain function".

## Standardnätverk och sjukdomar
Forskning sker nu om samband mellan aktivitetsnivå i standardnätverket och dess kondition och sjukdomar. 
Störningar i hjärnans standardnätverk kan vara skäl till, alternativt symptom på, psykiska sjukdomar eller funktionsstörningar. Överaktivitet i hjässloben vid schizofreni kan förklara för denna sjukdom typiska hallucinationer och förföljelseidéer. Låg aktivitet i standardnätverket har särskilt associerats med autism.
Delar av standardnätverket är de som i första hand synes attackeras av uppbyggnad av amyloidplack vid Alzheimers sjukdom. Sjukdomen åstadkommer en gradvis nedbrytning av den rytmik och de kopplingar som binder ihop standardnätverket. 
Beträffande psykiska traumata har konstaterats att personer, som varit utsatta en längre tid, har sämre kopplingsförmåga i standardnätverket.